# Lãnh thổ Papua và New Guinea
Lãnh thổ Papua và New Guinea là một lãnh thổ thuộc quyền quản lý của Úc vào năm 1949, gồm hai phần là Lãnh thổ Papua và Lãnh thổ New Guinea. Năm 1972, tên của vùng lãnh thổ đổi thành Papua New Guinea và năm 1975, Papua New Guinea trở thành một quốc gia độc lập.

## Nền tảng

### Lịch sử cổ đại
Nhiều bằng chứng khảo cổ đã cho thấy con người đến New Guinea khoảng 50.000 năm trước. Những người Melanesian đã phát triển các công cụ bằng đá và sống bằng nông nghiệp. Các nhà thám hiểm Bồ Đào Nha và Tây Ban Nha đi thuyền ở Nam Thái Bình Dương vào vùng biển New Guinea vào đầu thế kỷ 16 và vào năm 1526–27, Jorge de Menezes đến hòn đảo chính "Papua". Vào năm 1545, nhà thám hiểm Tây Ban Nha Iñigo Ortiz de Retes đã cho hòn đảo cái tên "New Guinea" vì những gì ông thấy là sự giống nhau giữa cư dân của hòn đảo và những người được tìm thấy trên bờ biển Guinea Phi Châu. Hiểu biết về hòn đảo vẫn còn ít ỏi trong nhiều thế kỷ sau những cuộc tiếp xúc ban đầu của những nhà thám hiểm châu Âu.

### Thực dân và Thế chiến
Năm 1884, Đức chiếm hữu phần đông bắc của đảo, thành lập thuộc địa New Guinea thuộc Đức. Năm 1884, Anh tuyên bố quyền bảo hộ phần phía nam của New Guinea. Phần bị Anh chiếm được gọi là New Guinea thuộc Anh, được thiết lập hoàn toàn vào ngày 4 tháng 9 năm 1888. Sau đó chủ quyền được chuyển đến Liên bang Úc -liên bang mới thành lập năm 1902 và New Guinea thuộc Anh trở thành Lãnh thổ Papua của Úc, quản trị của chính quyền Úc bắt đầu vào năm 1906.
Quân đội Úc chiếm New Guinea thuộc Đức và quần đảo Bismarck vào năm 1914, trong giai đoạn đầu của Chiến tranh thế giới thứ nhất. Tại Hội nghị Hòa bình Paris năm 1919, Thủ tướng Úc Billy Hughes đã tìm cách bảo vệ quyền chiếm đóng New Guinea từ Đế quốc Đức bại trận, ông nói tại Hội nghị: "Chiến lược các đảo phía bắc (như New Guinea) như pháo đài, những đảo này cần thiết cho nước Úc như một thành phố." Điều 22 của Hiệp ước Versaillescung phân chia nhiều vùng lãnh thổ chính quốc và thuộc địa của Đức cho các nước thắng trận, New Guinea của Đức, quần đảo Bismarck và Nauru được giao cho Úc.
Đến chiến tranh Thái Bình Dương, đảo New Guinea bị xâm chiếm bởi quân Nhật. Phần lớn New Guinea đã bị chiếm đóng. Chiến dịch New Guinea là một chiến dịch lớn trong Chiến tranh Thái Bình Dương. Tổng cộng, khoảng 200.000 lính Nhật Bản đã chết, phía Đồng minh mất khoảng 7.000 quân Úc và 7.000 quân Mỹ. Những trận đánh lớn bao gồm trận Kokoda Trail, trận Buna-Gona và trận Milne Bay. Các cuộc tấn công ở Papua và New Guinea vào năm 1943–1944 là một loạt các hoạt động quân sự lớn nhất từng được các lực lượng vũ trang Úc thực hiện. Cuộc chiến diễn ra cho đến khi người Nhật đầu hàng vào năm 1945.

## Thành lập Lãnh thổ Papua và New Guinea

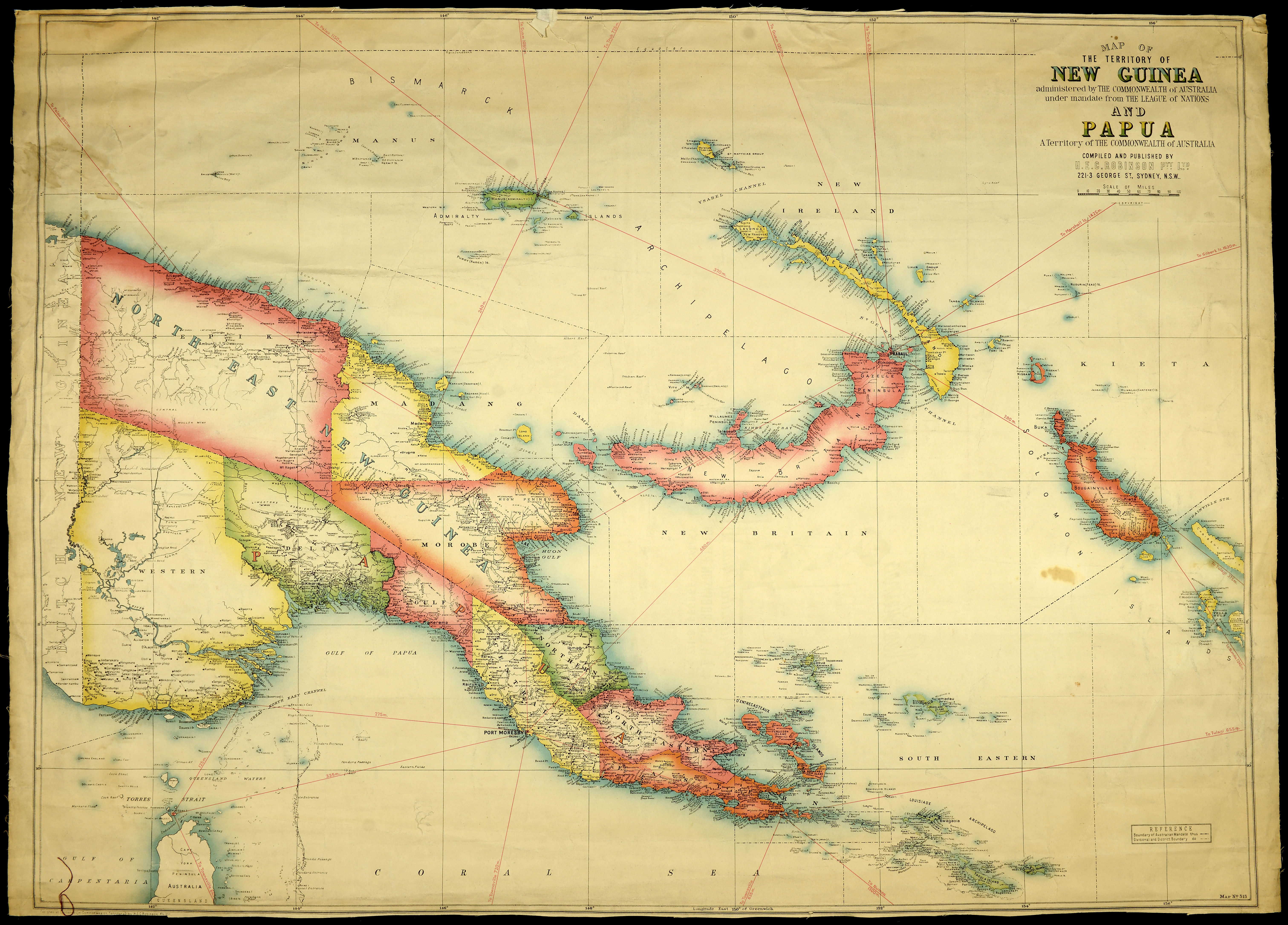
Lãnh thổ Papua và New Guinea

Nhật Bản đầu hàng vào năm 1945, chính quyền dân sự ở Papua và New Guinea đã được phục hồi, và theo Đạo luật Hành chính Tạm thời Papua New Guinea (1945–46), Papua và New Guinea được kết hợp trong một liên minh hành chính. Dự luật Papua và New Guinea 1949 ra đời, nhằm các mục đích hành chính duy nhất, Lãnh thổ Papua và Lãnh thổ của New Guinea liên kết thành Lãnh thổ Papua và New Guinea. Đạo luật đã chính thức phê chuẩn việc đặt New Guinea theo hệ thống ủy thác của quốc tế và xác nhận liên minh hành chính giữa New Guinea và Papua dưới danh hiệu Lãnh thổ Papua và New Guinea. Đạo luật đã tạo một Hội đồng lập pháp (được thành lập năm 1951), một tổ chức tư pháp, một dịch vụ công và một hệ thống chính quyền địa phương. Hạ viện thay thế Hội đồng Lập pháp năm 1963, chính thức vào ngày 8 tháng 6 năm 1964.
Năm 1972, tên của lãnh thổ đã được đổi thành Papua New Guinea. Theo Bộ trưởng Bộ Ngoại giao Úc Andrew Peacock, lãnh thổ đã lập chính phủ tự quản vào năm 1972. Cuộc bầu cử năm 1972 đưa Bộ trưởng Michael Somare đứng đầu, ông cam kết đưa Papua New Guinea độc lập. Sau khi thông qua Đạo luật Độc lập Papua New Guinea năm 1975, trong thời gian nắm quyền của Chính phủ Whitlam ở Úc, Lãnh thổ trở thành Tiểu bang Độc lập Papua New Guinea và giành được độc lập vào ngày 16 tháng 9 năm 1975.